# ユ・ジェソク
ユ・ジェソク（諺文 : 유재석 , 漢字 : 劉 在錫 , 1972年8月14日 - ）は、韓国のコメディアン、司会者。韓国で最も多くの芸能大賞を受賞した、国内トップMCとされる。芸能人野球チーム「ゾマゾマ」所属。
既婚。

## 略歴
- 1972年8月14日ソウル特別市生まれ。
- 本貫は江陵劉氏[1]。
- ソウル特別市龍文高等学校卒業後、ソウル芸術大学に進学する。(後に中退)[2]。
- 学生時代からお笑い芸人になることが夢でデビュー前、高校3年生の時当時の学生向け番組「ビバ、青春！」に出演したことがある。
- 大学1年生の時、KBS主催の大学ギャグコンテストに大学同期とコンビを組んで参加し、奨励賞を受賞してデビューを果たす[3]。
- デビュー初期は、各種お笑い番組で端役を務めるなど、長い無名生活を過すことになる。この時期に彼は、自分の職業とはまったく関係ない芸能リポーターまで経験する[4]。
- 1998年、KBSで放送されたソ・セウォンショーのコーナー、トークボックスでの活躍で徐々に注目を浴び始める[5]。
- 2001年、MBCで放送された<!>(느낌표)のコーナー、「本本本 本を読みましょう」の司会を務める。この時期は彼の人生の分岐点とも言えるが、この時期を前後にして彼は色んな番組で司会を務めることになる。
- 2005年に放送スタートした『無限挑戦』シリーズを通じて彼はいわば「国民MC」と呼ばれ始めた。ユ・ジェソク直前のトップMCだったシン・ドンヨプや同期間のライバルだったカン・ホドンなどと比べても人気が最も高いMCだ。
- 2008年7月、MBC所属アナウンサーであるナ・ギョンウン(나경은, 羅敬恩)と結婚した[6]。
- 2012年には、世界的な大ヒット曲になった「江南スタイル」(歌：PSY）のミュージックビデオに出演した。

## 逸話
- 進行能力に加え、遊び心とマナー、柔らかさを備えたケースで基本的に好感度の高い芸能人だ。あえて日本MCと比べると、明石家さんまの日本内人気や認知度と同級だったり、もう少し上だと見ることができるが、進行スタイルは日本では同じ性格のトップMCを見つけるのが難しい。
- 2000-2010年代基準の別名が「アンチのない芸能人」で大統領選挙の際に選びたい非政治人物ランキングでも1、2位を争うほどだった。30～40台社会現象と似たアイドル人気時期を経た後50代に入ったが、2020年代基準でもトップMCでロングランをしている。例えば、2022年の世論調査でも今年最も活躍したコメディアンランキングで1位を記録した。11年連続1位だった。
- Running Manなど彼が進行したいくつかのプロが中華圏と東南アジアで人気を集めたおかげで、この地域でも認知度の高いMCだ。
- 『無限挑戦』でアナウンサーが好きだとメンバーたちに暴露された。自分はただキャラだと解明したが、2008年8歳年下の女子アナウンサーと結婚した。
- 相当な怖がり屋[7]。
- 『無限挑戦』で時々メンバーたちのモノマネをする。特にパク・ミョンスとチョン・ジュナのモノマネは好評されている。
- 歌手のファヨビが新人の頃、放送局関係者たちに広報用CDを配布した。彼もCDを貰ったが、CDの曲を全部聴いて彼は一緒に聴いた人たちから1万ウォンずつ取り立て「歌手の努力が込められたCDをただで聴くのはありえないことです。」と言って、取り立てた金額に自腹の10万ウォンを加えてファヨビに渡したという。
- 『無限挑戦』の収録の時、大きな人形のマスクを被ってエキストラ出演するアルバイトがいた。収録当時は蒸し暑い真夏だった。スタップたちは人形マスクを被ったままいるアルバイトに気を遣わずに収録を続けていた。その時、彼がプロデューサーにこう言った。「少なくとも休み時間にはマスク脱がせろ。お前、あれ被ってみたことあるか? この天気にあれずっと被っていると倒れちゃうよ。」(あるラジオ番組でキム・ジャンフンが発言)
- 彼には二人の妹がいる。彼の幼年時代、二人の妹は彼を毎日からかったという。ある日、彼が一番大切にしているパトカーの玩具がなくなった。妹たちが隠したのだ。その当時、妹たちはミミ、ララ、トトと名づけた人形を一番大切にしていたが、彼女たちがしばらく外に遊びに行った時、彼は人形の髪を全部剃った。そして彼はトトと呼ばれる人形のそばにあるメモを残した。そのメモにはこう書いていた。「トトちゃん、軍入隊したぞ。」
- 無名時代が長かった彼。今は超人気MCになったにもかかわらず、いつも新人時代を忘れないために、休日にはいつも新人時代のビデオを見るという。
- ボブスレー韓国国家代表選抜戦に選手として参加し、2009年大韓体育会ボブスレー選手として正式登録されている。
- 韓国音楽著作権協会に作詞家として登録されている。登録曲は2011年7月発売予定の無限挑戦西海岸高速道路ソング・フェストアルバムに収録されている<狎鴎亭チンピラ>と<言い通りに>の2曲。
- 慰安婦女性が生活しているナヌムの家に2014年から6回にわたり計2600万円寄付を行っている。[8]

## 代表プログラム
- Running Man (SBS / 毎週日曜日18:20 - 19:50)
- 無限挑戦 (MBC / 毎週土曜日18:30 - 19:50) 終了
- Happy Together (KBS / 毎週木曜日23:15 - 24:25) 終了
- このほかにも多い。

## 出演

### 映画
- ティラノの爪 (1994年7月16日公開) - 原始人 役
- ビー・ムービー朝鮮語版 (2008年1月3日公開)[9] (バリー・B・ベンソン 役)

### ドラマ
※ちなみに以下の出演作には、彼のみならず無限挑戦のメンバー全員が出演している。
- イ・サン (2008年、MBC) - 様々なエキストラで出演した。
- 僕の妻はスーパーウーマン 最終話 (2009年、MBC) -  就職準備生、新入社員 役

### 雑誌モデル
- コスモポリタン 08年1月号
- GIORDANO <GIORDANO CHEER UP CAMPAIGN〉(2009年)

### ミュージックビデオ
- PSY「江南スタイル（강남스타일）」(2012年）

## ディスコグラフィー

### プロジェクト・シングル
- 無限挑戦江辺北路ソング・フェスト (2007年9月4日発売)

```
Track5 <
サンバ
の魅力> 
```

- 無限挑戦オリンピック大路デュエットソング・フェスト (2009年7月13日発売)

```
Track1 <Let's Dance>
※Tiger JK(
ドランクンタイガー
)とTとのユニット「フューチャー・ライガー」名義。
```

- 無限挑戦西海岸高速道路ソング・フェスト (2011年7月発売予定)

```
Track6 <狎鴎亭チンピラ> 
Track8 <言う通りに> 
Track9 <言う通りに>(Remix Version) 　　　　　　     
※全曲イ・ジョクとのユニット「垂れたでんでん虫」名義。
```

- 無限挑戦それなり歌手だソング・フェスト (2012年1月7日発売)

```
Track6 <ハウンドカモメ>
※
ソン・ウンイ
と
キム・ソク
がフィーチャリングに参加している。
```

- 無限挑戦パク・ミョンスのどうだろう？ソング・フェスト (2013年1月5日発売)

```
Track6 <バッタワールド>
```

- 無限挑戦自由路歌謡祭ソング・フェスト (2013年11月2日発売)

```
Track3 <Please Don`t Go My Girl>
※ユ・ヒヨルとキム・ジョハンとのユニット「ハウドウドル」名義。
```

- 無限挑戦嶺東高速道路ソング・フェスト (2015年8月22日発売)

```
Track6 <I'm So Sexy>
※パク・ジニョンとのユニット「ダンシングゲノム」名義。
```

#### デジタル・シングル
- 「All You Needs Is Love」 (2006年12月19日発売 / 無限挑戦のメンバー全員によるデジタル・シングル)
- 「ハナマナ・ソング」 (2007年3月7日発売 / 無限挑戦のメンバー、ノ・ホンチョルとのデュエット・ソング)
- 「ファミリーの一日」 (2009年6月8日発売 / SBSのバラエティ番組、ファミリーが来た!!のメンバー全員によるデジタル・シングル)

## 受賞履歴
- KBS大学ギャグコンテスト 奨励賞 (1991年)
- MBC演芸大賞 MC部門 特別賞 (2000年)
- KBS演芸大賞 TV司会部門 最優秀賞 (2003年)
- MBC放送演芸大賞 バラエティ部門 最優秀賞 (2003年)
- SBS演技大賞 司会部門 特別賞 (2004年)
- KBS演芸大賞 大賞 (2005年)
- 第42回百想芸術大賞 放送部門 TV芸能賞 (2006年)
- MBC放送演芸大賞 大賞 (2006年)
- 第18回韓国放送プロデューサー賞 TV司会者賞 (2006年)
- 大韓民国映像大展 フォトジェニック賞 (2007年)
- モバイル演芸大賞 最高司会者賞 (2007年)
- MBC放送演芸大賞 大賞 (2007年 / 無限挑戦のメンバー全員、イ・シュンジェと共同受賞)
- 第89回全国体育大会 エアロビック同好者一般部 6人組 第2位 (2008年 / 『無限挑戦』で「エアロビックSP」というタイトルで放送された。)
- Mnet 20's choice バレエティスター部門 (2008年)
- SBS演芸大賞 大賞 (2008年)
- 第21回韓国放送プロデューサー賞 TV司会者部門 出演者賞 (2009年)
- MBC放送演芸大賞 プロデューサー賞 (2009年 / 『無限挑戦』メンバー全員受賞)
- MBC放送演芸大賞 大賞 (2009年)
- SBS演芸大賞 大賞 (2009年 / イ・ヒョリと共同受賞)
- 2010 第5回 A-Awards Innovation 部門 (『無限挑戦』メンバー全員受賞)
- 2010 MBC 国語守り木賞
- 2010 SBS 演芸大賞 演芸 10大 スター賞
- 2010 KBS 演芸大賞 ベストチームワーク賞
- 2010 MBC 放送演芸大賞 大賞
- 2011 第53回全国調整選手権大会 2000m ノービスエイト 特別賞 (『無限挑戦』メンバー全員受賞)
- 2011 MBC 放送演芸大賞 ショーバラエティー部門 男最優秀賞
- 2011 SBS 演芸大賞 大賞
- 2012 SBS 芸能大賞-ネチズン最高人気賞
- 2012 SBS 演芸大賞 大賞
- 2012 MBC 放送演芸大賞 PD賞
- 第49回百想芸術大賞 放送部門 大賞 (2013年)
- 2013 SBS 演芸大賞 視聴者が選んだ最高人気賞
- 2014 第13回 KBS 演芸大賞 大賞
- 2014 MBC 放送演芸大賞 大賞
- 2014 SBS 演芸大賞 視聴者が選んだ最高人気賞 (3年連続)
- 2015 SBS 演芸大賞 大賞
- 2016 MBC 放送演芸大賞 大賞
- 2018 第9回大韓民国大衆文化芸術賞 大統領表彰
- 2019 SBS 演芸大賞 大賞
- 2020 MBC 演芸大賞 大賞
- 2021 MBC 演芸大賞 大賞
- 第57回百想芸術大賞 放送部門 大賞 (2021年)
- 2022 SBS 演芸大賞 大賞